# Марсіанський шлях та інші історії
«Марсіанський шлях та інші історії» (англ. The Martian Way and Other Stories) — збірка з чотирьох науково-фантастичних невеликих повістей американського письменника  Айзека Азімова, що вийшла 1955 року в американському видавництві «Doubleday».

## Зміст
| № п/п | Назва               | Оригінальна назва     | Рік написання | Тема                                           |
| ----- | ------------------- | --------------------- | ------------- | ---------------------------------------------- |
| 1     | Марсіанський шлях   | англ. The Martian Way | 1952          | Реакція на еру Маккарті в політиці             |
| 2     | Юність              | англ. Youth           | 1952          | Аргумент проти фізичного антропоцентризму      |
| 3     | Глибини             | англ. The Deep        | 1952          | Аргумент проти психологічного антропоцентризму |
| 4     | Приманка для роззяв | англ. Sucker Bait     | 1954          | Про єдність знань                              |